# تایشویتس
تایشویتس (به آلمانی: Teichwitz) یک شهر در آلمان است که در گرایتس واقع شده‌است. تایشویتس ۱۱۹ نفر جمعیت دارد.